# Países Bajos en los Juegos Paralímpicos de Nueva York y Stoke Mandeville 1984
Los Países Bajos estuvieron representados en los Juegos Paralímpicos de Nueva York y Stoke Mandeville 1984 por un total de 61 deportistas, 40 hombres y 21 mujeres.

## Medallistas
El equipo paralímpico neerlandés obtuvo las siguientes medallas:
| Nombre                | Deporte                       | Evento                                                      |
| --------------------- | ----------------------------- | ----------------------------------------------------------- |
| Oro                   |                               |                                                             |
| Ans Bouwmeester       | Atletismo                     | 200 m C3 femenino                                           |
| Ans Bouwmeester       | Atletismo                     | Disco C4 femenino                                           |
| Ans Bouwmeester       | Atletismo                     | Peso C4 femenino                                            |
| Vera Kroes            | Atletismo                     | Peso B1 femenino                                            |
| Joke van Rijswijk     | Atletismo                     | Salto de longitud B1 femenino                               |
| Soedjeman Dipowidjojo | Atletismo                     | Triple salto B1 masculino                                   |
| Johan Smolders        | Ciclismo en ruta              | Ruta 3000 m triciclo CP2 masculino                          |
| Jolanda Romero        | Natación                      | 50 m espalda C5 femenino                                    |
| Jolanda Romero        | Natación                      | 100 m espalda C5 femenino                                   |
| Jolanda Romero        | Natación                      | 50 m libre C5 femenino                                      |
| Jolanda Romero        | Natación                      | 100 m libre C5 femenino                                     |
| Jolanda Romero        | Natación                      | 200 m libre C5 femenino                                     |
| Annemiek van Duyn     | Natación                      | 100 m espalda A6 femenino                                   |
| Annemiek van Duyn     | Natación                      | 100 m libre A6 femenino                                     |
| Annemiek van Duyn     | Natación                      | 100 m mariposa A6 femenino                                  |
| Annemiek van Duyn     | Natación                      | 200 m estilos A6 femenino                                   |
| Liesbeth Raes         | Natación                      | 100 m libre A2 femenino                                     |
| Liesbeth Raes         | Natación                      | 400 m libre A2 femenino                                     |
| Liesbeth Raes         | Natación                      | 100 m mariposa A2 femenino                                  |
| Liesbeth Raes         | Natación                      | 200 m estilos A2 femenino                                   |
| Ineke Hageraats       | Natación                      | 50 m braza C8 femenino                                      |
| Ineke Hageraats       | Natación                      | 100 m braza C8 femenino                                     |
| Ineke Hageraats       | Natación                      | 100 m espalda C8 femenino                                   |
| Diane Hendriks        | Natación                      | 50 m espalda C7 femenino                                    |
| Diane Hendriks        | Natación                      | 100 m espalda C7 femenino                                   |
| Mirjam Sanders        | Natación                      | 100 m braza L4 femenino                                     |
| Mirjam Sanders        | Natación                      | 100 m libre L4 femenino                                     |
| Janet Verkuil         | Natación                      | 100 m braza A4 femenino                                     |
| Janet Verkuil         | Natación                      | 200 m estilos A4 femenino                                   |
| S. Abels              | Natación                      | 50 m espalda 2 femenino                                     |
| S. Jonker             | Natación                      | 100 m braza 5 femenino                                      |
| Petra Heirbaut        | Natación                      | 100 m braza L5 femenino                                     |
| Henriëtte de Later    | Natación                      | 100 m espalda C4 femenino                                   |
| Ronald Roselle        | Natación                      | 100 m braza C8 masculino                                    |
| Ronald Roselle        | Natación                      | 100 m libre C8 masculino                                    |
| Ronald Roselle        | Natación                      | 150 m estilos C8 masculino                                  |
| André van Buiten      | Natación                      | 100 m espalda A8 masculino                                  |
| André van Buiten      | Natación                      | 100 m mariposa A8 masculino                                 |
| André van Buiten      | Natación                      | 200 m estilos A8 masculino                                  |
| Eric Pittens          | Natación                      | 50 m espalda C7 masculino                                   |
| Eric Pittens          | Natación                      | 100 m espalda C7 masculino                                  |
| Frits Hildebrandt     | Natación                      | 50 m espalda A9 masculino                                   |
| Frits Hildebrandt     | Natación                      | 100 m libre A9 masculino                                    |
| Gerrie de Hoop        | Natación                      | 50 m braza A9 masculino                                     |
| Gerrie de Hoop        | Natación                      | 150 m estilos A9 masculino                                  |
| Rene Waayer           | Natación                      | 50 m braza B1 masculino                                     |
| Theo van der Meijden  | Natación                      | 100 m braza L5 masculino                                    |
| Marcel Poulisse       | Natación                      | 100 m libre L4 masculino                                    |
| Vanderbosch           | Tenis de mesa                 | Individual 4 femenino                                       |
| Eef Tammel            | Tiro                          | Rifle de aire de pie 2-6 masculino                          |
| Eef Tammel            | Tiro                          | Rifle de aire de rodillas 2-6 masculino                     |
| Eef Tammel            | Tiro                          | Rifle de aire en tres posiciones 2-6 masculino              |
| Equipo                | Tiro                          | Rifle de aire en tres posiciones por equipos 1A-6 masculino |
| Equipo                | Tiro                          | Rifle de aire de rodillas por equipos 1A-6 masculino        |
| Equipo                | Voleibol sentado              | Torneo masculino                                            |
| Plata                 |                               |                                                             |
| Dinie Westrate        | Atletismo                     | Disco C8 femenino                                           |
| Dinie Westrate        | Atletismo                     | Peso C8 femenino                                            |
| Ans Bouwmeester       | Atletismo                     | 60 m C3 femenino                                            |
| Mieke Roelofsen       | Atletismo                     | Disco C7 femenino                                           |
| Vera Kroes            | Atletismo                     | Salto de altura B1 femenino                                 |
| Rinus de Moor         | Atletismo                     | Disco A6-8 masculino                                        |
| Johan Levestone       | Atletismo                     | Jabalina 2 masculino                                        |
| Jos van der Donk      | Atletismo                     | Jabalina A2 masculino                                       |
| Bert Bottemanne       | Atletismo                     | Salto de altura A2 masculino                                |
| Equipo                | Baloncesto en silla de ruedas | Torneo masculino                                            |
| Jolande van de Zaag   | Natación                      | 50 m braza A9 femenino                                      |
| Jolande van de Zaag   | Natación                      | 50 m espalda A9 femenino                                    |
| Jolande van de Zaag   | Natación                      | 100 m libre A9 femenino                                     |
| Jolande van de Zaag   | Natación                      | 150 m estilos A9 femenino                                   |
| S. Abels              | Natación                      | 25 m mariposa 2 femenino                                    |
| S. Abels              | Natación                      | 50 m libre 2 femenino                                       |
| S. Abels              | Natación                      | 200 m libre 2 femenino                                      |
| Diane Hendriks        | Natación                      | 50 m libre C7 femenino                                      |
| Diane Hendriks        | Natación                      | 100 m libre C7 femenino                                     |
| Diane Hendriks        | Natación                      | 200 m libre C7 femenino                                     |
| Janet Verkuil         | Natación                      | 100 m espalda A4 femenino                                   |
| Janet Verkuil         | Natación                      | 100 m libre A4 femenino                                     |
| Janet Verkuil         | Natación                      | 400 m libre A4 femenino                                     |
| Petra Heirbaut        | Natación                      | 100 m libre L5 femenino                                     |
| Petra Heirbaut        | Natación                      | 100 m mariposa L5 femenino                                  |
| Petra Heirbaut        | Natación                      | 200 m estilos L5 femenino                                   |
| Ineke Hageraats       | Natación                      | 50 m libre C8 femenino                                      |
| Ineke Hageraats       | Natación                      | 100 m libre C8 femenino                                     |
| Mirjam Sanders        | Natación                      | 100 m espalda L4 femenino                                   |
| Mirjam Sanders        | Natación                      | 200 m estilos L4 femenino                                   |
| Annemiek van Duyn     | Natación                      | 100 m braza A6 femenino                                     |
| Liesbeth Raes         | Natación                      | 100 m espalda A2 femenino                                   |
| Ronald Roselle        | Natación                      | 50 m libre C8 masculino                                     |
| Ronald Roselle        | Natación                      | 100 m espalda C8 masculino                                  |
| Frits Hildebrandt     | Natación                      | 50 m braza A9 masculino                                     |
| Frits Hildebrandt     | Natación                      | 150 m estilos A9 masculino                                  |
| André van Buiten      | Natación                      | 100 m braza A8 masculino                                    |
| André van Buiten      | Natación                      | 100 m libre A8 masculino                                    |
| Marcel Poulisse       | Natación                      | 100 m mariposa L4 masculino                                 |
| Marcel Poulisse       | Natación                      | 200 m estilos L4 masculino                                  |
| H. Heijnen            | Natación                      | 100 m libre 5 masculino                                     |
| Gerrie de Hoop        | Natación                      | 100 m libre A9 masculino                                    |
| Theo van der Meijden  | Natación                      | 100 m mariposa L5 masculino                                 |
| Eric Pittens          | Natación                      | 200 m libre C7 masculino                                    |
| R. Visser             | Tenis de mesa                 | Individual C5 masculino                                     |
| T. Vossen             | Tenis de mesa                 | Individual L3 masculino                                     |
| Ed Baas               | Tenis de mesa                 | Individual clase abierta CL masculino                       |
| R. Hartmans R. Visser | Tenis de mesa                 | Equipo CP5 masculino                                        |
| Equipo                | Tiro                          | Rifle de aire en posición tendida por equipos               |
| J. Weijers            | Tiro con arco                 | Doble ronda FITA paraplejia masculino                       |
| K. Koneman            | Tiro con arco                 | Doble ronda FITA tetraplejia masculino1A-6 masculino        |
| Equipo                | Tiro con arco                 | Doble ronda FITA por equipos 1A-6 masculino                 |
| Bronce                |                               |                                                             |
| Joke van Rijswijk     | Atletismo                     | 100 m B1 femenino                                           |
| Joke van Rijswijk     | Atletismo                     | Salto de altura B1 femenino                                 |
| Dinie Westrate        | Atletismo                     | Jabalina C8 femenino                                        |
| Mieke Roelofsen       | Atletismo                     | Peso C7 femenino                                            |
| Soedjeman Dipowidjojo | Atletismo                     | 100 m B1 masculino                                          |
| John Jansen           | Atletismo                     | 1500 m campo a través C7 masculino                          |
| Rinus de Moor         | Atletismo                     | Jabalina A6-8 masculino                                     |
| Gert Bestebreurtje    | Atletismo                     | Jabalina C8 masculino                                       |
| Toine Meijris         | Ciclismo en ruta              | Ruta 1500 m CP3 masculino                                   |
| Toine Meijris         | Ciclismo en ruta              | Ruta 5000 m CP3 masculino                                   |
| S. Abels              | Natación                      | 50 m braza 2 femenino                                       |
| S. Abels              | Natación                      | 100 m estilos 2 femenino                                    |
| Marjolein van Riel    | Natación                      | 50 m espalda L3 femenino                                    |
| Petra Heirbaut        | Natación                      | 100 m espalda L5 femenino                                   |
| Mirjam Sanders        | Natación                      | 100 m mariposa L4 femenino                                  |
| H. Heijnen            | Natación                      | 100 m braza 5 masculino                                     |
| H. Heijnen            | Natación                      | 100 m espalda 5 masculino                                   |
| H. Heijnen            | Natación                      | 400 m libre 5 masculino                                     |
| Gerard van Vliet      | Natación                      | 100 m libre A2 masculino                                    |
| Gerard van Vliet      | Natación                      | 200 m estilos A2 masculino                                  |
| Eric Pittens          | Natación                      | 50 m libre C7 masculino                                     |
| Johan Mosterd         | Natación                      | 100 m espalda A4 masculino                                  |
| W. Stroet             | Natación                      | 100 m estilos 3 masculino                                   |
| Theo van der Meijden  | Natación                      | 100 m libre L5 masculino                                    |
| Vanderbosch           | Tenis de mesa                 | Clase abierta 1B-4 femenino                                 |
| R. Hartmans           | Tenis de mesa                 | Individual C3 masculino                                     |
| Eef Tammel            | Tiro                          | Rifle de aire en posición tendida 2-6 masculino             |
| Equipo                | Tiro                          | Rifle de aire de pie por equipos 1A-6 masculino             |